# Pappila (Tampere)
Pappila est un quartier qui est situé à environ cinq kilomètres et demi du centre-ville de Tampere en Finlande .

## Description
Pappila est bordée à l'ouest par Takahuhti, à l'est par Linnainmaa, au sud par Ristinarkku et au nord par Niihama.